# Kadashettihalli, Hangal
Kadashettihalli là một làng thuộc tehsil Hangal, huyện Haveri, bang Karnataka, Ấn Độ.